# Chaetomium quadrangulatum
Chaetomium quadrangulatum är en svampart som beskrevs av Chivers 1912. Chaetomium quadrangulatum ingår i släktet Chaetomium och familjen Chaetomiaceae.   Inga underarter finns listade i Catalogue of Life.